# Itatiba
Itatiba – miasto i gmina w Brazylii, w stanie São Paulo. Znajduje się w mezoregionie Macro Metropolitana Paulista i mikroregionie Bragança Paulista. 

## Miasta partnerskie
- Toro, Włochy
- Tosa, Japonia